# جدار الصدر
جدار الصدر (بالإنجليزية: Thoracic wall)‏ هو مجموع البنى المحيطة بجوف الصدر. يشمل جدار الصدر مجموعة من العظام تشكل معاً ما يسمى بالقفص الصدري. ويشمل الجدار بالإضافة لعظام القفص الصدري العضلات الممتدة بين العظام والعضلات الممتدة ما بين هذه العظام وعظام الطرف العلوي بالإضافة للجلد واللفافات.